# Jig.jp
株式会社jig.jp（ジグジェイピー）は、モバイルを中心としたソフトウェアの企画・開発を行う企業。

## 沿革
- 2003年
  - 5月 - 東京都新宿区において、資本金1000万円で株式会社jig.jpを設立[2]
  - 9月 - 携帯電話用パケット節減サービス「jigアプリ」をリリース[3][4]
- 2004年
  - 7月 - 福井県鯖江市に開発センターを設置
  - 10月 - 携帯電話用PCサイト閲覧ブラウザ「jigブラウザ」をリリース[5]
  - 11月 - 携帯電話用チャットサービス「jig写チャット」をリリース[6]
  - 12月 - 携帯電話用動画配信/視聴ソリューション「jigチャンネル（後のjigムービー）」をリリース[7][8][9]
  - 12月 - 本社を東京都千代田区に移転
- 2005年
  - 3月 - 携帯電話用PCサイト閲覧サービス「jigブラウザWEB」をリリース[10]
  - 4月 - 携帯電話用メッセンジャーアプリ「jigメッセンジャー」をリリース[11]
- 2006年
  - 6月 - 本社を東京都新宿区に移転
  - 9月 - 携帯向けの番組視聴サービス「jigチャンネル」をリニューアルし、テレビ電話機能を利用した動画投稿機能「動画投稿サービスβ」をリリース[12][13]
- 2010年5月 - 携帯電話用Twitterクライアントアプリ「jigtwi（ジグツイ）」をリリース[14]
- 2011年
  - 4月 - 電子書籍リーダーサービス「ツイパブ（β）」 をリリース[15]
  - 8月 - デコメ投稿サービス「decoty（デコティ）」 をリリース[16]
- 2012年
  - 1月 - 便利なAndroidアプリを厳選して紹介するWebサイト「無料ツールナビ」がオープン[17]
  - 5月 - 「モバツイ®」 を運営するマインドスコープ株式会社の全株式を取得し、子会社化[18]
  - 6月 - スマートフォン向けWebブラウザ「jigbrowser+」 をリリース[19]
  - 7月 - マインドスコープ株式会社を吸収合併
  - 8月 - ペアでのコミュニケーションを活性化させるモバイルサービス「Pairin」 をリリース[20]
  - 12月 - 複数のペアでチャットを楽しめる「hottoLINE」をリリース[21]
- 2013年
  - 3月
    - 位置情報を利用したQ&Aサービス「教えて!おとうちゃん」をリリース[22]
    - ニュースから素朴な疑問まで二択で答える投票アプリ「FLAG」をリリース[23]

  - 4月
    - 擬音や吹き出しスタンプを使ってグループチャットができる「COPAIN」をリリース[24]
    - 福井県鯖江市に本店移転、本社を東京都渋谷区千駄ヶ谷に移転

  - 5月 - 好きな場所にアバターを置いてコミュニケーションができる「Pecot」をリリース[25]
  - 7月 - 最新ニュースを片手で気軽に読める「kawara」をリリース[26]
  - 9月
    - 画像まとめに特化したSNSアプリ「まとピ」 をリリース[27]
    - カワイイを楽しむ女子向けSNSアプリ「Kawaiit!（カワイット!）」をリリース[28]
- 2014年
  - 3月 - オタクグッズ専用フリマアプリ「オタマート」をリリース[29]
  - 6月 - 自治体向け「オープンデータプラットフォーム（odp）」をリリース[30]
- 2015年
  - 3月 - こどもパソコン「IchigoJam」のライセンス販売スタート[31]
  - 9月 - LIVE動画配信サービス「ふわっち」リリース
- 2016年
  - 4月 - 株式会社A Inc.の全株式を取得し、子会社化
  - 5月 - 株式会社appwindow（現：株式会社B Inc.）設立
  - 10月 - 全画面LIVE動画配信サービス「FAN LIVE」リリース
- 2017年
  - 1月 - 株式会社appwindowの社名を株式会社B Inc.に変更
  - 3月
    - 株式会社A Inc.に対し一般消費者向け関連の一部（「ふわっち」等）を事業譲渡
    - 株式会社B Inc.に対し自治体向け・企業向け関連の一部（「オープンデータプラットフォーム」、「IchigoJam」等）を事業譲渡
- 2018年7月 - 株式会社A Inc.、気軽にカラオケの録音・投稿が楽しめるカラオケアプリ「うたオン」をリリース
- 2021年8月 - TBSイノベーション・パートナーズ2号投資事業組合と赤浦徹を引受先とする第三者割当増資を実施
- 2022年
  - 8月 - 福井県鯖江市に自社ビルを建設し、本店移転
  - 12月 - 東京証券取引所グロース市場に新規上場[32]
- 2023年
  - 5月 - ライブ配信サービス「ふわっち」が、テンセント（騰訊）のクラウド事業であるテンセントクラウドと提携し、AIバーチャルアバター機能を導入に向けて実証実験を開始[33]
  - 10月 - VTuberのプロデュース、サポート並びにマネジメントを行うVTuberプロダクション事業（ProForma Production）を開始[34]
- 2024年
  - 3月 - VTuberを応援する協力型プラットフォーム「SPOTLIGHTS」を開始[35]
  - 5月 - 連結子会社である株式会社B Inc.が、Apple Vision Pro向けアプリ「Mathquat」をリリース[36]
  - 6月 - 連結子会社である株式会社B Inc.が、株式会社福井新聞社と共同で、Apple Inc.の空間コンピュータ「Vision Pro」で福井新聞のデジタル紙面を読むことができるアプリ「福井新聞V刊」を開発し、App Store上で提供開始[37]
  - 8月 - VTuber公開オーディション番組「VTuber登龍門」開始[38]
  - 10月 - 東京都渋谷区桜丘町1番1号に東京本社を移転
  - 12月 - 株式会社ブライトテーブルの株式を取得し、子会社化。 株式会社ブライトテーブルを株式会社C Inc.に商号変更[39]
- 2025年
  - 1月 - 連結子会社である株式会社B Inc.が福井県観光DXコンソーシアム（主幹：公社 福井県観光連盟）と共同で、Apple Inc.の空間コンピュータ「Vision Pro」で福井県の観光地情報を表示したり疑似訪問体験ができるアプリ「空間ふく巡り」を開発し、App Store上で提供開始[40]
  - 4月 - バーチャル音楽ライブ配信アプリ「topia（トピア）」の開発・運営を行っている株式会社アンビリアルの株式を取得し、子会社化[41]
  - 6月 - インフルエンサーアイドルVTuberプロジェクト「パレデミア学園」の公式サイトおよび公式オンラインストアを正式オープン

## A Inc.
株式会社A Inc.（エーインク）は、ライブ配信事業を行う株式会社jig.jpの子会社。
2013年7月に株式会社jig.jpの共同創業者の岸周平らによって設立され、2016年4月に株式会社jig.jpの子会社となった。
2017年3月に株式会社jig.jpから一般消費者向け関連の一部（「オタマート」「ふわっち」「FAN LIVE」等）の事業を継承した。

### ふわっち
ふわっちは、株式会社A Inc.が運営する、ライブ動画配信サービス。
iOS／Androidのスマートフォンアプリと、ウェブブラウザでサービスを提供している。
2015年9月に株式会社jig.jpがサービスを開始し、2017年3月に株式会社A Inc.へ運営会社を変更した。
配信者の98.3%が、芸能事務所のプロやライバー事務所のセミプロではないアマチュア配信者（普通の会社員、主婦、シニア、学生等）である（2024年3月末時点）。
ふわっちのメインユーザー（課金者・配信者）の年齢層は30代〜40代であり、課金者においては、50代についても全体の20%超を占める主力なユーザー層であり、収益面で優位なユーザー層を築いている（2024年3月末時点）。
主な収益源は、ライブ配信中に視聴者が使用するアイテム販売。

#### ふわっちに関連した事件
- 2023年4月、北海道旭川市のコンビニで、30代前半の男性が、「ふわっち」でライブ配信しながら、女性店員を包丁で刺す事件が発生。ライブ配信では、視聴者に「どんどんコメントして」等と呼びかけていた。同年9月19日の旭川地裁の初公判で起訴内容を認め、動機については閲覧数等に応じて付与されるポイントが入らなかったことを挙げた上で運営会社に痛い思いをさせたかったと述べた[43]。

- 2025年3月11日、ライブ配信サービス「ふわっち」の登録ユーザーである20代の女性ライバーの「最上あい」が東京都内において山手線沿線徒歩1周の生動画配信中に、40代の男に刺殺される事件が発生[注釈 1][44][45][46][47]。
- 2025年5月26日、ラウンドワンスタジアム千日前店において、利用者がカラオケルーム内においてグラスに不衛生な行為を行い、その模様を「ふわっち」でライブ配信するという迷惑行為が行われた。運営するラウンドワンジャパンは配信者からの報告を受けて、該当する可能性のあるグラスを廃棄し、ルームの消毒・清掃を行うとともに、配信者に対しては刑事・民事の両面から厳正に対処すると表明している[48][49]。

### 終了したサービス
- Dietカメラ[50]
- FAN LIVE
- うたオン
- オタマート[51]

## B Inc.
株式会社B Inc.（ビーインク）は、こどもパソコン事業・オープンデータプラットフォーム事業を行う株式会社jig.jpの子会社。
2017年3月に株式会社jig.jpから自治体向け・企業向け関連の一部（「オープンデータプラットフォーム」、「IchigoJam」等）を継承した。

### オープンデータプラットフォーム
自治体が保有するデータを、専門知識がなくてもExcelを使いwebから登録するだけで、簡単に汎用性の高い5つ星オープンデータとして公開できるクラウドサービス

### IchigoJam
初心者向けプログラミング言語BASICを使用した、手のひらサイズのプログラミング専用こどもパソコン

### 終了したサービス
- さばれぽ - 地域のいいところや穴場スポットを写真に撮って地図上に公開するアプリ

## その他サービス

### jigブラウザ
携帯電話からPCサイトを閲覧するフルブラウザアプリ。
2024年3月期のサービス売上は1518万3千円

### VTuber事業

#### VTuber登龍門
VTuber公開オーディション番組

#### パレデミア学園
インフルエンサーアイドルVTuberプロジェクト

##### バゥ寮
- 犬丸なでこ
- 飛渡ココ
- 雪城まぐね
- フローレ・ブランカ
- 雨海まる
- 月百ぷかり
- 采多しゆあ
- 堂下さとり
- 天透あわ
- 相栖るじゅ
- 夢ト見りんね
- 黄金つむぎ
- 愛上オハナ
- 璃乃瀬りあ
- 斗瀬ひおり

##### ミュゥ寮
- 新巻るろな
- 星ノ夢みよ
- 氷雨セイ
- 緋雨柚
- 愛葉はな
- 灯野ぺけ。
- 陰山アゲハ
- 音海まいる
- 鈴木沙透
- 恋歌さわこ
- 亀城ちかり
- 雛菊のん
- 夜宵カレン
- 東雲アカリ
- 乙女きゅん

##### クゥ寮
- 朧月ひかる
- シグマ・イングラム
- 愛乃宮ゆめ
- 桜庭羽奈
- 瀬奈りるか
- 神童めしあ
- 風野かなめ
- 肇明日空
- 畑スイカ
- 山田スバル
- 桜雲ほわり
- 猫乃間うと
- 彼方ルカ
- 天辻ゆらぐ
- 艶島カオル

##### ウィニー寮
- 黒鋼亜華
- 八重森ふゆの
- 天野ディアーヌ
- 藤森ちとせ
- 花晴りら
- 桜堂ねる
- 久堂れしあ
- 藤影トヲカ
- 満力きぃ
- 緋月・ローズ・ブレイド
- 水無瀬天
- ローズ・ダマスクハート
- 鶴乃院光
- 七扇ヲトメ
- 七音うら

#### ProForma Production
VTuberのプロデュース、サポート並びにマネジメントを行うVTuber事務所。

##### ProForma Nova
- 雨宮愛結猫
- 真昼ねる
- 火乃晴るい
- 水透ユウ
- 銘兎目あう
- 李じゅぴ汰
- なかもとおまち
- しーはむ

##### 過去の所属VTuber
- 葉波かるな
- 鯨波不明
- 千歳ゆうり
- 翅城灰子
- しろはとこはね

#### その他所属VTuber
- 八千代あさ
- 八千代よる

#### SPOTLIGHTS
VTuberを応援する協力型プラットフォーム。